# 춘천MBC 정오의 희망곡
정오의 희망곡 박수현입니다는 춘천MBC FM4U(춘천 FM 94.5MHz, 인제 FM 98.3MHz)에서 매일 낮 12시부터 오후 2시까지 방송되었던 강원도 영서 북부 지역의 대중음악 전문 라디오 프로그램이다.

## 역사
1983년 7월 13일에 첫방송을 시작해 2009년 4월 19일에 잠정적으로 폐지되어 2009년 4월 20일부터 2010년 10월 17일까지 《김말숙의 뮤직파티》가 방송되다가, 2010년 10월 18일에 "정오의 희망곡"이 다시 1년만에 부활했으며, 2014년 9월 21일까지 31년만에 종영되었다.

## 진행자
- 박수현 前 아나운서

## 역대 진행자
- 신동윤 前 아나운서
- 남주현 前 아나운서
- 김화선 前 아나운서
- 김수경 前 아나운서
- 김말숙 前 DJ
- 성주희 前 아나운서

## 같이 보기
- 춘천문화방송
- MBC FM4U
- 정오의 희망곡 김신영입니다

| 춘천MBC FM4U        |                            |                           |
| 이전                | 정오의 희망곡 박수현입니다 | 다음                      |
| 해피타임 11시입니다 | 정오의 희망곡 박수현입니다 | 2시의 데이트 박경림입니다 |
| 오전 11시 ~ 낮 12시 | 낮 12시 ~ 오후 2시         | 오후 2시 ~ 오후 4시       |
| 춘천권 방송         | 강원도 영서 북부 지역 방송 | 전국방송                  |